# Fotballklubben Jerv 2015
Questa voce raccoglie le informazioni riguardanti il Fotballklubben Jerv nelle competizioni ufficiali della stagione 2015.

## Stagione
A seguito della vittoria del gruppo 1 del campionato 2014, lo Jerv ha fatto ritorno nella 1. divisjon, secondo livello calcistico locale. La squadra ha chiuso la stagione al 5º posto, centrando così un posizionamento utile per partecipare alle qualificazioni all'Eliteserien. Arrivato fino in finale dopo aver battuto Hødd e Kristiansund, lo Jerv è stato poi sconfitto dallo Start, che ha mantenuto il posto nella massima divisione locale. L'avventura nel Norgesmesterskapet 2015 è terminata invece al secondo turno, con l'eliminazione per mano del Notodden.
I calciatori più utilizzati in stagione sono stati Nils Petter Andersen, Andreas Hagen, Jan Jenssen, Øyvind Knutsen ed Omoijuanfo, tutti a quota 35 presenze tra campionato, qualificazioni all'Eliteserien e coppa; Omoijuanfo è stato anche il miglior marcatore con 18 reti tra tutte le competizioni.

## Maglie e sponsor
Lo sponsor tecnico per la stagione 2015 è stato Umbro. La divisa casalinga era composta da una maglietta gialla, con pantaloncini blu e calzettoni gialli.
| Casa | Trasferta |

## Rosa
| N. |                     | Ruolo | Calciatore               |
| -- | ------------------- | ----- | ------------------------ |
| 1  | Norvegia (bandiera) | P     | Øyvind Knutsen           |
| 2  | Norvegia (bandiera) | D     | Glenn Andersen           |
| 3  | Norvegia (bandiera) | D     | Dejan Corovic            |
| 4  | Norvegia (bandiera) | D     | Espen Knudsen            |
| 5  | Norvegia (bandiera) | D     | Nils Petter Andersen     |
| 6  | Norvegia (bandiera) | D     | Alain Delgado            |
| 7  | Norvegia (bandiera) | C     | Morten Benestad          |
| 8  | Norvegia (bandiera) | C     | Christopher MacConnacher |
| 9  | Norvegia (bandiera) | A     | Ole Christian Langeland  |
| 10 | Norvegia (bandiera) | C     | Christoffer Myhre        |
| 11 | Norvegia (bandiera) | C     | Jan Jenssen              |
| 12 | Norvegia (bandiera) | P     | Jostein Aaland           |
| 14 | Norvegia (bandiera) | C     | Tobias Olsvik            |
| 15 | Norvegia (bandiera) | D     | Henrik Robstad           |
| 16 | Norvegia (bandiera) | A     | Joachim Edvardsen        |

| N. |                     | Ruolo | Calciatore          |
| -- | ------------------- | ----- | ------------------- |
| 17 | Ghana (bandiera)    | C     | Fuseini Mohammed    |
| 18 | Norvegia (bandiera) | C     | Steinar Berås       |
| 19 | Norvegia (bandiera) | D     | Kristoffer Tønnesen |
| 20 | Norvegia (bandiera) | A     | Jakob Erzeid Toft   |
| 20 | Norvegia (bandiera) | D     | Andreas Næss        |
| 21 | Norvegia (bandiera) | A     | Henrik André Dahlum |
| 22 | Norvegia (bandiera) | C     | Sander Haugen       |
| 23 | Norvegia (bandiera) | A     | Andreas Hagen       |
| 24 | Norvegia (bandiera) | D     | Halvor Hovstad      |
| 25 | Norvegia (bandiera) | C     | Tobias Collett      |
| 26 | Norvegia (bandiera) | C     | Marius Heimdal      |
| 27 | Norvegia (bandiera) | P     | Tommy Runar         |
| 33 | Ghana (bandiera)    | A     | Dennis Antwi        |
| 69 | Norvegia (bandiera) | A     | Alexander Lind      |
| 99 | Norvegia (bandiera) | A     | Ohi Omoijuanfo      |

## Calciomercato

### Sessione invernale(dal 01/01 al 31/03)
| Arrivi | Arrivi               | Arrivi    | Arrivi     |
| R.     | Nome                 | da        | Modalità   |
| ------ | -------------------- | --------- | ---------- |
| D      | Glenn Andersen       |           | svincolato |
| D      | Nils Petter Andersen | Flekkerøy | definitivo |
| C      | Fuseini Mohammed     |           | svincolato |
| A      | Joachim Edvardsen    |           | svincolato |
| A      | Alexander Lind       |           | svincolato |
| A      | Christoffer Myhre    | Flekkerøy | definitivo |
| A      | Ohi Omoijuanfo       |           | svincolato |

| Partenze | Partenze           | Partenze | Partenze   |
| R.       | Nome               | a        | Modalità   |
| -------- | ------------------ | -------- | ---------- |
| D        | Sven Fredrik Stray | Arendal  | definitivo |
| C        | Omar Marković      |          | svincolato |
| A        | Øyvind Johannesen  |          | svincolato |
| A        | Wilhelm Pepa       | Arendal  | definitivo |
| A        | Jonas Werner       |          | svincolato |

### Sessione estiva(dal 22/07 al 18/08)
| Arrivi | Arrivi            | Arrivi       | Arrivi     |
| R.     | Nome              | da           | Modalità   |
| ------ | ----------------- | ------------ | ---------- |
| A      | Dennis Antwi      | FC Rosengård | definitivo |
| A      | Jakob Erzeid Toft | Lyngdal      | definitivo |

| Partenze | Partenze            | Partenze  | Partenze   |
| R.       | Nome                | a         | Modalità   |
| -------- | ------------------- | --------- | ---------- |
| D        | Andreas Næss        | Sandviken | definitivo |
| A        | Henrik André Dahlum | Flekkerøy | prestito   |

## Risultati

### 1. divisjon

#### Girone di andata
| Arbitro: | Tennøy |

|                       |           |                      |
| Martin 16’ Raskaj 32’ | Marcatori | 56’ Robstad 76’ Lind |

| Grimstad 12 aprile 2015, ore 18:00 2ª giornata | Jerv  | 0 – 0 referto | Sogndal | Levermyr Stadion (1.407 spett.)\| Arbitro: \| Eskås \| |
| Arbitro:                                       | Eskås |               |         |                                                        |

| Arbitro: | Kristiansen Toppe |

|                             |           |          |
| Karoliussen 17’ Mjønner 90’ | Marcatori | 14’ Lind |

| Arbitro: | Gjermshus |

|                      |           |                                |
| Lind 30’ Jenssen 43’ | Marcatori | 52’ (rig.) Huseklepp 63’ Orlov |

| Ulsteinvik 30 aprile 2015, ore 19:00 5ª giornata | Hødd   | 0 – 0 referto | Jerv | Høddvoll Stadion (1.857 spett.)\| Arbitro: \| Tennøy \| |
| Arbitro:                                         | Tennøy |               |      |                                                         |

| Grimstad 3 maggio 2015, ore 18:00 6ª giornata | Jerv              | 0 – 0 referto | Strømmen | Levermyr Stadion (861 spett.)\| Arbitro: \| Kristiansen Toppe \| |
| Arbitro:                                      | Kristiansen Toppe |               |          |                                                                  |

| Arbitro: | Saggi |

|                              |           |  |
| Omoijuanfo 17’ Lind 48’, 87’ | Marcatori |  |

| Arbitro: | Hauge |

|                 |           |           |
| D. Ulvestad 52’ | Marcatori | 68’ Hagen |

| Arbitro: | S. Smehus Kringstad |

|                           |           |          |
| Lind 56’ MacConnacher 72’ | Marcatori | 80’ Mané |

| Arbitro: | Jonsson Trædal |

|  |           |                  |
|  | Marcatori | 38’ (rig.) Barli |

| Arbitro: | Haugen |

|                                    |           |                              |
| Omoijuanfo 10’, 36’, 53’ Myhre 78’ | Marcatori | 42’ Stokke 90’ Raaen Sandmæl |

| Arbitro: | Ahlsen |

|                                            |           |  |
| Lie Skålevik 45’, 61’ Ivković 50’ Næss 90’ | Marcatori |  |

| Arbitro: | Gya |

|                       |           |            |
| Omoijuanfo 87’ (rig.) | Marcatori | 90’ Ueland |

| Arbitro: | Eskås |

|                       |           |  |
| Kjelsrud Johansen 67’ | Marcatori |  |

| Arbitro: | M. Smehus Kringstad |

|                                                      |           |  |
| Lind 26’, 62’ Hagen 29’ Omoijuanfo 52’ Edvardsen 85’ | Marcatori |  |

#### Girone di ritorno
| Arbitro: | Steen |

|            |           |              |
| Opseth 52’ | Marcatori | 90’ Andersen |

| Grimstad 2 agosto 2015, ore 18:00 17ª giornata | Jerv  | 0 – 0 referto | Sandnes Ulf | Levermyr Stadion (1.212 spett.)\| Arbitro: \| Saggi \| |
| Arbitro:                                       | Saggi |               |             |                                                        |

| Arbitro: | Kristiansen Toppe |

|           |           |                                            |
| López 90’ | Marcatori | 21’ Lind 72’, 85’ Omoijuanfo 86’ Edvardsen |

| Arbitro: | Gya |

|  |           |             |
|  | Marcatori | 23’ Karlsen |

| Arbitro: | Laaksonen |

|               |           |                |
| Mané 27’, 36’ | Marcatori | 87’ Omoijuanfo |

| Arbitro: | Eskås |

|                                                    |           |  |
| Edvardsen 14’ Jenssen 39’ Hagen 46’ Omoijuanfo 52’ | Marcatori |  |

| Arbitro: | Gjermshus |

|           |           |               |
| Herrem 2’ | Marcatori | 66’ Edvardsen |

| Arbitro: | Ahlsen |

|                     |           |  |
| Myhre 66’ Antwi 77’ | Marcatori |  |

| Arbitro: | Kristiansen Toppe |

|  |           |                |
|  | Marcatori | 85’ Omoijuanfo |

| Arbitro: | Hansen |

|  |           |           |
|  | Marcatori | 22’ Bamba |

| Arbitro: | Haugen |

|             |           |                          |
| Holmvik 61’ | Marcatori | 23’ Omoijuanfo 35’ Antwi |

| Arbitro: | Johansen (Brevik) |

|                  |           |  |
| Karadas 64’, 85’ | Marcatori |  |

| Arbitro: | Jonsson Trædal |

|                                |           |  |
| Robstad 14’ Lind 59’ Antwi 78’ | Marcatori |  |

| Arbitro: | Moen |

|  |           |                                                  |
|  | Marcatori | 11’ (rig.), 77’ Omoijuanfo 67’ Jenssen 85’ Antwi |

| Arbitro: | Gjermshus |

|                             |           |                     |
| Omoijuanfo 53’ Andersen 90’ | Marcatori | 3’ Rasch 26’ Sereba |

### Qualificazioni all'Eliteserien
| Arbitro: | Eskås |

|                                                             |                      |                                                                   |
| Wrele 38’                                                   | Marcatori            | 90’ Omoijuanfo                                                    |
| Aursnes Kallevåg Ulland Andersen Sveen Karlsen Wrele Aasbak | Tiri di rigore 5 – 6 | MacConnacher Antwi Andersen Edvardsen Omoijuanfo Andersen Collett |

| Arbitro: | Skjerven (Kaupanger) |

|  |           |               |
|  | Marcatori | 85’, 90’ Lind |

| Arbitro: | Kjensli (Oslo) |

|                |           |                |
| Omoijuanfo 86’ | Marcatori | 19’ Stokkelien |

| Arbitro: | Hagen (Grue) |

|                                       |           |           |
| Hollingen 42’ Børufsen 49’ DeJohn 82’ | Marcatori | 45’ Antwi |

### Norgesmesterskapet
| Arbitro: | Kristiansen Toppe |

|                         |           |                                                  |
| Bentsen 26’ (rig.), 32’ | Marcatori | 20’ Omoijuanfo 33’ Robstad 55’ Jenssen 61’ Hagen |

| Arbitro: | Nyberg |

|                                  |           |          |
| Brekke 31’ Hafsteinsson 45’, 61’ | Marcatori | 3’ Myhre |

## Statistiche

### Statistiche di squadra
| Competizione          | Punti | In casa | In casa | In casa | In casa | In casa | In casa | In trasferta | In trasferta | In trasferta | In trasferta | In trasferta | In trasferta | Totale | Totale | Totale | Totale | Totale | Totale | DR  |
| Competizione          | Punti | G       | V       | N       | P       | Gf      | Gs      | G            | V            | N            | P            | Gf           | Gs           | G      | V      | N      | P      | Gf     | Gs     | DR  |
| --------------------- | ----- | ------- | ------- | ------- | ------- | ------- | ------- | ------------ | ------------ | ------------ | ------------ | ------------ | ------------ | ------ | ------ | ------ | ------ | ------ | ------ | --- |
| 1. divisjon           | 47    | 15      | 7       | 6       | 2       | 28      | 10      | 15           | 5            | 5            | 5            | 19           | 18           | 30     | 12     | 11     | 7      | 47     | 28     | +19 |
| Qual. all'Eliteserien | -     | 1       | 0       | 1       | 0       | 1       | 1       | 3            | 1            | 1            | 1            | 4            | 4            | 4      | 1      | 2      | 1      | 5      | 5      | 0   |
| Norgesmesterskapet    | -     | 0       | 0       | 0       | 0       | 0       | 0       | 2            | 1            | 0            | 1            | 5            | 5            | 2      | 1      | 0      | 1      | 5      | 5      | 0   |
| Totale                | -     | 16      | 7       | 7       | 2       | 29      | 11      | 20           | 7            | 6            | 7            | 28           | 27           | 36     | 14     | 13     | 9      | 57     | 38     | +19 |

### Statistiche dei giocatori
| Giocatore       | 1. divisjon | 1. divisjon | 1. divisjon | 1. divisjon | Norgesmesterskapet | Norgesmesterskapet | Norgesmesterskapet | Norgesmesterskapet | Coppe europee | Coppe europee | Coppe europee | Coppe europee | Qual. all'Eliteserien | Qual. all'Eliteserien | Qual. all'Eliteserien | Qual. all'Eliteserien | Totale   | Totale | Totale      | Totale     |
| Giocatore       | Presenze    | Reti        | Ammonizioni | Espulsioni  | Presenze           | Reti               | Ammonizioni        | Espulsioni         | Presenze      | Reti          | Ammonizioni   | Espulsioni    | Presenze              | Reti                  | Ammonizioni           | Espulsioni            | Presenze | Reti   | Ammonizioni | Espulsioni |
| --------------- | ----------- | ----------- | ----------- | ----------- | ------------------ | ------------------ | ------------------ | ------------------ | ------------- | ------------- | ------------- | ------------- | --------------------- | --------------------- | --------------------- | --------------------- | -------- | ------ | ----------- | ---------- |
| J. Aaland       | 1           | -0          | 0           | 0           | 1                  | -3                 | 0                  | 0                  |               |               |               |               | 0                     | -0                    | 0                     | 0                     | 2        | -3     | 0           | 0          |
| G. Andersen     | 27          | 1           | 7           | 0           | 2                  | 0                  | 0                  | 0                  |               |               |               |               | 4                     | 0                     | 1                     | 0                     | 33       | 1      | 8           | 0          |
| N. Andersen     | 29          | 1           | 2           | 0           | 2                  | 0                  | 0                  | 0                  |               |               |               |               | 4                     | 0                     | 0                     | 0                     | 35       | 1      | 2           | 0          |
| D. Antwi        | 11          | 4           | 2           | 0           | -                  | -                  | -                  | -                  |               |               |               |               | 4                     | 1                     | 2                     | 0                     | 15       | 5      | 4           | 0          |
| M. Benestad     | 0           | 0           | 0           | 0           | 0                  | 0                  | 0                  | 0                  |               |               |               |               | 0                     | 0                     | 0                     | 0                     | 0        | 0      | 0           | 0          |
| S. Berås        | 14          | 0           | 1           | 0           | 2                  | 0                  | 0                  | 0                  |               |               |               |               | 0                     | 0                     | 0                     | 0                     | 16       | 0      | 1           | 0          |
| T. Collett      | 10          | 0           | 1           | 0           | 0                  | 0                  | 0                  | 0                  |               |               |               |               | 2                     | 0                     | 0                     | 0                     | 12       | 0      | 1           | 0          |
| D. Corovic      | 20          | 0           | 2           | 0           | 2                  | 0                  | 0                  | 0                  |               |               |               |               | 0                     | 0                     | 0                     | 0                     | 22       | 0      | 2           | 0          |
| H. Dahlum       | 6           | 0           | 0           | 0           | 1                  | 0                  | 0                  | 0                  |               |               |               |               | -                     | -                     | -                     | -                     | 7        | 0      | 0           | 0          |
| A. Delgado      | 0           | 0           | 0           | 0           | 0                  | 0                  | 0                  | 0                  |               |               |               |               | 0                     | 0                     | 0                     | 0                     | 0        | 0      | 0           | 0          |
| J. Edvardsen    | 24          | 4           | 1           | 0           | 2                  | 0                  | 0                  | 0                  |               |               |               |               | 4                     | 0                     | 0                     | 0                     | 30       | 4      | 1           | 0          |
| J. Erzeid Toft  | 2           | 0           | 1           | 0           | 0                  | 0                  | 0                  | 0                  |               |               |               |               | 1                     | 0                     | 0                     | 0                     | 3        | 0      | 1           | 0          |
| A. Hagen        | 29          | 3           | 3           | 0           | 2                  | 1                  | 1                  | 0                  |               |               |               |               | 4                     | 0                     | 1                     | 0                     | 35       | 4      | 5           | 0          |
| S. Haugen       | 0           | 0           | 0           | 0           | 0                  | 0                  | 0                  | 0                  |               |               |               |               | 0                     | 0                     | 0                     | 0                     | 0        | 0      | 0           | 0          |
| M. Heimdal      | 0           | 0           | 0           | 0           | 0                  | 0                  | 0                  | 0                  |               |               |               |               | 0                     | 0                     | 0                     | 0                     | 0        | 0      | 0           | 0          |
| H. Hovstad      | 0           | 0           | 0           | 0           | 0                  | 0                  | 0                  | 0                  |               |               |               |               | 0                     | 0                     | 0                     | 0                     | 0        | 0      | 0           | 0          |
| J. Jenssen      | 29          | 3           | 2           | 0           | 2                  | 1                  | 0                  | 0                  |               |               |               |               | 4                     | 0                     | 0                     | 0                     | 35       | 4      | 2           | 0          |
| E. Knudsen      | 26          | 0           | 2           | 0           | 1                  | 0                  | 0                  | 1                  |               |               |               |               | 4                     | 0                     | 1                     | 0                     | 31       | 0      | 3           | 1          |
| Ø. Knutsen      | 30          | -28         | 1           | 0           | 1                  | -2                 | 0                  | 0                  |               |               |               |               | 4                     | -5                    | 0                     | 0                     | 35       | -35    | 1           | 0          |
| O. Langeland    | 0           | 0           | 0           | 0           | 0                  | 0                  | 0                  | 0                  |               |               |               |               | 0                     | 0                     | 0                     | 0                     | 0        | 0      | 0           | 0          |
| A. Lind         | 28          | 10          | 1           | 0           | 1                  | 0                  | 0                  | 0                  |               |               |               |               | 4                     | 1                     | 1                     | 0                     | 33       | 11     | 2           | 0          |
| C. MacConnacher | 21          | 1           | 1           | 0           | 1                  | 0                  | 0                  | 0                  |               |               |               |               | 3                     | 0                     | 0                     | 0                     | 25       | 1      | 1           | 0          |
| F. Mohammed     | 18          | 0           | 7           | 1           | 2                  | 0                  | 0                  | 0                  |               |               |               |               | 0                     | 0                     | 0                     | 0                     | 20       | 0      | 7           | 1          |
| C. Myhre        | 26          | 2           | 0           | 0           | 1                  | 1                  | 0                  | 0                  |               |               |               |               | 4                     | 0                     | 0                     | 0                     | 31       | 3      | 0           | 0          |
| A. Næss         | 0           | 0           | 0           | 0           | 0                  | 0                  | 0                  | 0                  |               |               |               |               | -                     | -                     | -                     | -                     | 0        | 0      | 0           | 0          |
| O. Omoijuanfo   | 29          | 15          | 5           | 0           | 2                  | 1                  | 0                  | 0                  |               |               |               |               | 4                     | 2                     | 1                     | 0                     | 35       | 18     | 6           | 0          |
| H. Robstad      | 28          | 2           | 6           | 0           | 2                  | 1                  | 1                  | 0                  |               |               |               |               | 4                     | 1                     | 0                     | 0                     | 34       | 4      | 7           | 0          |
| T. Runar        | 0           | -0          | 0           | 0           | 0                  | -0                 | 0                  | 0                  |               |               |               |               | 0                     | -0                    | 0                     | 0                     | 0        | 0      | 0           | 0          |
| K. Tønnesen     | 0           | 0           | 0           | 0           | 0                  | 0                  | 0                  | 0                  |               |               |               |               | 0                     | 0                     | 0                     | 0                     | 0        | 0      | 0           | 0          |